# Sigma Phoenicis
Sigma Phoenicis (σ Phoenicis) é uma estrela na constelação de Phoenix. Tem uma magnitude aparente visual de 5,17, podendo ser vista a olho nu em boas condições de visualização. Com base em sua paralaxe, está a uma distância de aproximadamente 590 anos-luz (180 parsecs) da Terra. A essa distância, sua magnitude visual é diminuída em 0,11 devido à extinção causada por gás e poeira no meio interestelar. Dados fotométricos da missão Hipparcos sugerem que seu brilho tem uma pequena variação de 0,0042 magnitudes com um período de 3,0 dias.
Esta é uma estrela de classe B da sequência principal com um tipo espectral de B3V. Sua superfície tem uma temperatura efetiva de aproximadamente 17 200 K, e está girando rapidamente com uma velocidade de rotação projetada de 280 km/s. Modelos de evolução estelar indicam que a estrela tem uma massa de 6,4 vezes a massa solar e uma idade de cerca de 18 milhões de anos. Sigma Phoenicis não possui estrelas companheiras conhecidas.